# Simas Bertašius
Simas Bertašius (31 de octubre de 1993) es un deportista de Lituania que compite en atletismo. Ganó una medalla de bronce en el Campeonato Europeo de Atletismo por Equipos de 2019, en la prueba de 1500 metros.